# 小行星10136
小行星10136（10136 Gauguin）是一颗绕太阳运转的小行星，为主小行星带小行星。该小行星于1993年7月发现。

## 轨道参数
小行星10136的轨道半长轴为2.2339114 UA，离心率为0.108。